# Цхе Дмитро Юрійович
Дмитро Юрійович Цхе (позивний — Кореєць; 1 березня 1976, Чаган, Казахстан — 12 серпня 2022, Донецька область, Україна) — український колабораціоніст із Росією, воєначальник терористичної організації ДНР.

## Біографія
У 1983-87 навчався у місцевій середній школі № 24. Потім переїхав на Донбас. Проживав у Донецьку за адресою Ленінський проспект, будинок 146.
15.05.2000–21.08.2002 — торговий представник ТОВ «Авіто» (дистрибуція Procter & Gamble).
4.04.2004–15.05.2005 — супервайзер ТОВ «Квітень» (дистрибуція «Unilever», ТМ «Світанок»).
16.05.2005–1.07.2006 — начальник торговельного відділу ТОВ ТД «Крокус» (мережа магазинів «Простір», Донецька та Луганська область).
1.07.2006-15.01.2007 — комерційний директор ТОВ ТД «Крокус».
1.02–30.03.2007 — регіональний менеджер ТОВ Стелла Пак Україна (Виробник товарів для дому).
У 2014 році з початком війни на сході України почав воювати на боці російсько-терористичних бандформувань під позивним «Кореєць», у базі «Миротворець» також фігурувал під псевдонімом «Дмитро Пронін». Мав військове звання «полковника» ДНР. Дослужився до посади начальника ППО 1-го армійського корпусу.
Учасник боїв за Слов'янськ. За словами міжнародного терориста Ігоря Гіркіна, очолював мобільну групу ППО, яка збила 3 гелікоптери ЗСУ із 7 збитих поблизу міста.
Учасник російського вторгнення в Україну. Загинув внаслідок артилерійського удару.
За словами Гіркіна, загибель Дмитра Цхе — велика втрата для окупантів, оскільки саме він мало не з нуля створив сили ППО в армії сепаратистів та особисто командував усіма їхніми групами ПЗРК.